# Liste der Bodendenkmäler in Medebach
Die Liste der Bodendenkmäler in Medebach enthält die denkmalgeschützten unterirdischen baulichen Anlagen, Reste oberirdischer baulicher Anlagen, Zeugnisse tierischen und pflanzlichen Lebens und paläontologischen Reste auf dem Gebiet der Stadt Medebach im Hochsauerlandkreis in Nordrhein-Westfalen (Stand: September 2020). Diese Bodendenkmäler sind in Teil B der Denkmalliste der Stadt Medebach eingetragen; Grundlage für die Aufnahme ist das Denkmalschutzgesetz Nordrhein-Westfalen (DSchG NRW).
| Bild                     | Bezeichnung              | Lage                                              | Beschreibung | Bauzeit | Eingetragen seit | Denkmal- nummer |
| ------------------------ | ------------------------ | ------------------------------------------------- | ------------ | ------- | ---------------- | --------------- |
| Burg auf dem Schlossberg | Burg auf dem Schlossberg | Küstelberg Schlossberg bei Küstelberg             |              |         |                  | 62              |
|                          | Marktplatzbereich        | Medebach Marktplatz                               |              |         |                  | 73              |
|                          | Wüstung Vilmarinchusen   | Titmaringhausen Flur 4, 5 und 8; Flurstücke 21+24 |              |         |                  | 74              |